# Ján Slota
Ján Slota (Litvailló, 1953. szeptember 14. –) szlovák politikus, a soviniszta, nacionalista, szélsőségesen magyarellenes és cigányellenes Szlovák Nemzeti Párt (SNS) korábbi elnöke. 1990 és 2006 közt Zsolna polgármestere volt.

## Élete
Litvaillón, a Zsolna közelében fekvő bányászfaluban született Milan Slota és Anna Belousovová fiaként. A családnak rajta kívül még egy fia és két lánya is volt. Apai ágról Juraj Slotának, a Matica slovenská alapítójának a leszármazottja. Eredeti foglalkozása bányamérnök, ezzel családi hagyományokat követett.
A Kassai Műszaki Főiskolán végzett 1977-ben, majd a privigyei bányában dolgozott, később katona volt a csehszlovák légierőnél. 1981 és 1990 között a Prefmonta építési vállalat részlegvezetője.
Háromszor nősült. Első felesége nagyszülei magyarok voltak és első fiú gyermeke Marek. A második feleségével Alžbetával (magyarul Erzsébet) 24 évig élt két fiuk Pavel és Ján született.  2004-ben titkárnőjét az akkor 23 éves Ľubomírát vette el harmadszorra és 2007-ben lánya is született Sofia.
Hagyományosan a szlovák politika egyik botrányhőse, aki kirívó viselkedésével, obszcén szóhasználatával és italozásaival okoz visszatérően vihart.
2008 elején a szlovák média bizonyítékokat szellőztetett meg arról, hogy Slota 17 évesen többedmagával autókat tört fel Ausztriában, miután Csehszlovákiában, a privigyei járásban falusi üzleteket – ruhaüzletet és hentesboltot – is kifosztott. Mindezekért jogerősen el is ítélték a későbbi pártelnököt. A Markiza televízió erről több korabeli dokumentumot is bemutatott az egykori kommunista ügynöklistákat őrző és feldolgozó Nemzeti Emlékezet Hivatalának levéltárából. Hazatérése után Ján Slota egy hónapot ült vizsgálati fogságban, majd fél év felfüggesztett szabadságvesztésre ítélték. Arra is fény derült a levéltári aktákból, hogy Ján Slota apja a volt titkosrendőrség besúgója volt, az ő aktáiban szerepelnek részletek a nemzetiek vezérének ifjúkori tetteiről.

## Politikai pályája
1990-ben a csehszlovák szövetségi parlament képviselőjének választották. Pártja, az SNS, a kezdetektől Szlovákia függetlenné válását tűzte ki célul, amit hamarosan sikerült is elérniük (bár az SNS kis párt maradt).
Slotának jelentős szerepe volt abban, hogy 1994-ben az SNS öt és fél százaléknyi választási eredményt ért el és része lett a Vladimír Mečiar vezette kormánykoalíciónak. A kormányban a párt (mint 12 évvel később is) az oktatási tárcát kapta, amely diszkriminatív intézkedéseket hozott a szlovákiai magyarok ellen. Slota pártjának szerepe lehetett a Mečiar-kormány egyéb magyarellenes intézkedéseiben, illetve a magyarokkal kapcsolatos attitűdjének kialakításában.
Az 1998-as szlovákiai parlamenti választáson a Slota-párt a szavazatok 9,04%-át szerezte meg, de ellenzékbe került. A 2002-es választás idejére Slota és Anna Maliková (későbbi neve Anna Belousovová) belviszálya kettészakította a pártot és a két vetélkedő csoport ki is ütötte magát (a Slota-féle Igazi Szlovák Nemzeti Párt (PSNS) 3,65, az SNS  3,23%-ot szerzett). 2005. április 4-én a két párt magyarellenes platformon újra egyesült.

### Választási sikere 2006-ban
Pártja a Robert Fico vezette Smer és a Mikuláš Dzurinda leköszönt miniszterelnök vezette Szlovák Kereszténydemokrata Unió – Demokrata Párt mögött harmadik helyen végzett a 2006-os szlovákiai képviselő-választáson, és 2006. június 4-én belépett a Smer vezette hármas koalícióba a Vladimír Mečiar fémjelezte Néppárt – Demokratikus Szlovákiáért Mozgalom (HZDS) oldalán.
Sem Slota, sem Mečiar nem kaptak posztot a kormányban. Slota már kormányzott együtt a HZDS elnökével, az 1994 és 1998 közt regnáló Mečiar-kormányban, viszonya Mečiarral azonban messze nem felhőtlen.
Az Európai Szocialisták Pártja (EPS) Robert Fico személyes magyarázata ellenére már egy nappal a koalíciós szerződés megkötése után felfüggesztette a Smer tagságát a baloldali pártszövetségben, a híradások szerint a szélsőségesnek tartott Slota-párttal kötött szövetség miatt.
Slota kormányra kerülése utólag igazolta azokat a politikai elemzőket, akik már Ivan Gašparovič államelnökké választása után 2004-ben a szlovák politika jelentős jobbratolódását jövendölték. Júliusban Slota a közvélemény-kutatások szerint a második legnépszerűbb szlovák politikussá lépett elő.
Ján Slotát 5 alkalommal, egészen 2006-ig megválasztották e tisztségre, amikor a mai polgármester, Ivan Harman nyerte meg.

### Magyarellenes megnyilvánulásai
Slota számos súlyosan soviniszta, magyarellenes kijelentést tett politikai pályája során. Az Európai Unió (EU) képviselői a rasszista, magyarellenes kirohanásai iránt nem mutatnak nagy érdeklődést: José Manuel Barroso „Szlovákia belügyének” nevezte a rasszista megnyilvánulásokat.
2007. október 28-án újabb magyarellenes kijelentéseket tett (melyekben sovinizmussal vádolta gróf Apponyi Albertet, Göncz Árpádot és Orbán Viktort): „Hiba volt, hogy annak idején menedéket nyújtottunk a törökök elől gyáván megfutamodó és a mi szlovák hegyeinkbe menekülő magyaroknak, ahelyett, hogy hagytuk volna, hadd marcangolják szét és hadd hurcolják el a törökök őket Isztambulba.” – mondta beszédében. Nem sokkal később Göncz Kinga külügyminisztert „kócos asszonynak” nevezte, aki „többet törődhetne a külsejével”. 2008 augusztusában úgy fogalmazott, hogy a magyaroknak nem a Kárpát-medence, hanem a Góbi-sivatag a hazája.
2009. szeptember 1-jén Szlovákiában és Magyarországon is nagy tüntetések kísérték a szlovák nyelvtörvény bevezetését. Erre válaszolt Ján Slota, aki szerint kizárólag Magyarország feszíti a húrt, és ez előbb-utóbb háborút eredményez a két ország között.
Nem sokkal azután, hogy a magyar kormány elfogadta, hogy június 4., a trianoni békediktátum által okozott nemzeti katasztrófa emléknapja a nemzeti összetartozás napja legyen, válaszul Ján Slota és az SNS-hívek emlékművet állítottak a trianoni békeszerződésnek Révkomáromban, mivel ők a békeszerződés aláírásának napját a szlovák nemzet nagy napjának tekintik. Az emlékműavatáson Slota méltatta is Trianont. Bár Robert Fico megígérte, de nem jelent meg az avatáson. Slota szerint ez válasz a Fidesz és a „neofasiszta” Jobbik „provokációjára,” amellyel kinyilvánítják, hogy ez a terület csak kizárólag szlovák lehet, s egyben köszönetet mond a Magyarországot megcsonkító hatalmaknak. Alig több mint egy héttel később az emlékművet megrongálták, a szlovák rendőrség szerint egy dunaszerdahelyi férfi a tettes. Slota szerint nyilvánvaló tényállást fejez ki a rongálás: Trianon egyértelműen a szlovák államiság és szuverenitás jelképe, amit most szétvertek, következésképp Slota szerint a magyarok is ezt akarják tenni a független szlovák állammal. Mivel a választás napján történt, összekapcsolta ezzel is az eseményt.

#### Budapest elpusztítása tankokkal
Valószínűleg részegen egy pártgyűlésen 1999-ben Slota a magyar főváros elpusztítását szorgalmazta.

#### Magyarok: rákos kelés a szlovák nemzet testén
Slota hírhedt megjegyzése a magyarokról 2006-ban kapott nagyobb nyilvánosságot, amikor az Európai Parlament egy olasz tagja, Michl Ebner egy összeállítást készített Slota idegengyűlölő megjegyzéseiből, és e-mailen szétküldte a parlament összes tagjának. A tizenegy oldalas dokumentum tartalmazza a következő Slota által tett megjegyzést:

„A magyarok rákos tumor a szlovák nemzet testén, amit mihamarabb el kell távolítani.”

– Ján Slota

Az idézet megjelent a német Der Spiegelben és egyéb nemzetközi sajtótermékekben, akik Slota szavainak fordításakor az angol „cancer” (rák betegség) szót használták a tumor helyett.

#### A turul és Szent István gúnyolása
Amíg a volt magyar miniszterelnök, Gyurcsány Ferenc a szlovák felet képviselő Robert Ficóval tárgyalt Brüsszelben, Ján Slota a turult egy csúf papagájnak nevezte. A turul a magyar eredetmondák mitologikus madara. Kézai Simon szerint Attilától Géza fejedelem idejéig a koronás fejű turul volt a magyarság hadi jelvénye. Slota Szent Istvánt is sértegette, lovasbohócnak nevezve Magyarország első királyát a király budai várban álló lovasszobrára utalva.

#### A magyar külügyminiszter sértegetése
Slota több alkalommal is sértegette Göncz Kingát, az akkori magyar külügyminisztert, többek közt haját kritizálva és Adolf Hitlerhez hasonlítva Gönczöt.
2008. október 5-én Ján Slota ismét „kócos asszonynak” nevezte Göncz Kinga külügyminisztert, aki Slota szóhasználata szerint már nem csak kócos, hanem „nyomorult asszony” is. „Nem engedünk a déli szomszédjaink felől ránk nehezedő budapesti nyomásnak: egy kócos asszony, egy nyomorult fenyegetőzik itt, és tesz fel kérdéseket annak a szlovák kormányfőnek, akinek még cipője sarkáig sem ér fel.” – mondta a Szlovák Nemzeti Párt (SNS) vezetője. Robert Fico kormányfő kormányra kerülése óta először határolódott el Slota kijelentésétől.

#### A magyar nyelv betiltásáért
2011-ben Slota népszavazással állt elő, hogy Szlovákiában így döntsék el, hogy a hivatalokban csakis a szlovák nyelvet lehessen használni. Slota a cél érdekében 350 ezer aláírást akar összegyűjteni, amint azt Ivan Gašparovič elvárja. Slota véleménye az, hogy ha csökkentik az előírt küszöböt a kisebbségek nyelvhasználati jogát illetően, azzal Szlovákia területén megint lehetővé válna a magyarosítás. Effajta népszavazásokat azonban már máskor is kiírtak Szlovákiában, de annyira kevesen vettek részt ezeken, hogy alig gyűlt össze szavazat a kérdés megoldásában, és a kezdeményezés vége nevetséges bukás lett. Slota késő tavasszal óriásplakátokat készíttetett és azokat szerte az országban kitette. A plakátokon ilyen feliratok voltak olvashatóak: Saját hazánkban ne legyünk idegenek; Nem akarunk a Felvidéken élni.
2012 tavaszán Gašparovič köztársasági elnök visszautasította Slotáék szavazáskiírásáról szóló kérelmét alkotmányellenességre hivatkozva.

### Ján Slota cigányellenessége
Ján Slota a magyarokon kívül a szlovákiai romákat is gyakran illeti dehonesztáló, rasszista kijelentésekkel. 2004-ben a kelet-szlovákiai roma nyomortelepek lakói sorozatos megmozdulásokat hajtottak végre, ami miatt a Dzurinda-kormány elrendelte a szükségállapotot és a katonaságnak is fel kellett lépnie a rend helyreállítása érdekében. Slota radikális és irgalmatlan fellépést sürgetett a cigányok ellen, sőt a roma nők terhességének szabályozását is előterjesztette.

### 2010-től
A 2010-es szlovákiai parlamenti választáson pártja gyengén szerepelt, éppen, hogy elérte az 5%-os küszöböt. Az SNS rózsahegyi küldöttgyűlésén azonban újra megválasztották pártelnöknek Anna Belousovovával szemben.
2010 októberében megjelent egy cseh hetilap becslése arról, hogy magánvagyona elérheti a 266 millió eurót.
A 2012-es választáson a két évvel korábbi eredményéhez képest tovább gyengült a párt, az elért 4,55%-os eredmény nem volt elegendő a parlamentbe jutáshoz. Így 6 év jelenlét után ismét kiestek a szlovák parlamentből. A párt számára sikertelenül zárult választás okán Ján Slota nem indult újra a pártelnökségért. Az SNS küldöttgyűlése 2012. október 6-án Andrej Dankót választotta a párt új elnökévé, de Slota megkapta a párt „tiszteletbeli elnöki“, jelképes pozícióját.
2013. április 24-én a Szlovák Nemzeti Párt kizárta soraiból arra hivatkozva, hogy Ján Slota a pártelnöki tisztség betöltése idején nem kezelte gazdaságosan az SNS vagyonát. Slota ellen hűtlen kezelés gyanúja és a párt egzisztenciájának veszélyeztetése miatt még márciusban indított eljárást az SNS vezetősége.
2013. május 9-én Slota egy közúti ellenőrzés során megállás nélkül továbbhajtott, mire a rendőrök üldözőbe vették, megállásra kényszerítették, és mivel nem fújta meg az alkoholszondát, bekísérték a rendőrkapitányságra.
Slota ellen vádemelési javaslat készül kiskorúak erkölcsi megrontásáért, amit még 2014 és 2015 során követett el. Fiatalkorú lányokkal találkozott éjjeli bárokban és éttermekben, ahol szexuális jellegű célzásokat tett nekik és alkohollal itatta őket, továbbá ivott is a jelenlétükben.